# نواسخ الابتداء
نواسخ الابتداء
1-   أفعال.  2- حروف.
الأفعال:
| 1- ظن وأخواتها: | 2- كان وأخواتها:                                                                               | 3- كاد وأخواتها: |
| تنقسم إلى: 1- أفعال قلوب: - ما يفيد اليقين: - وجد - درى - ألفى - رأى - تعلّم - ما يفيد الرجحان: - جعل - حجا - عدَ - هب - زعم - ظن - حسب - خال. 2- أفعال تصيير: جعل - رد - ترك - اتخذ - صيّر - وهب. | - كان - أصبح - أضحى - أمسى - ظل - بات - صار - ليس - ما زال - ما برح - ما انفك - ما فتئ - مادام | تنقسم إلى: 1- أفعال مقاربة: - كاد - أوشك - كرب 2- أفعال رجاء: - عسى - حرى - اخلولق 3- أفعال شروع: - شرع - أخذ - جعل - أنشأ - طفق - علق - هب |

## حكم كان واخواتها
-  أفعال ناسخة: تدخل على الجملة الاسمية ويبقى  الاول(المبتدأ) مرفوعا ويسمى اسمها وتنصب   الثاني (الخبر) ويسمى خبرها.
-  أفعال ناقصة: دالة على الزمان فقط ولا تدل على حدث معين لهذا لايلزمها فاعل-  
حكم تصريف كان واخواتها:
1-    كان-أصبح-أضحى-ظل-بات-صار:  يمكن تصريفها الى مضارع وامر ويعملان عمل الزمن الماضي.
2-    مازال-ما برح-ما انفك-ما فتئ: يصرف منها مضارع ويعمل كالماضي.
3-    ليس-مادام: جامدان لا يمكن تصريفهما.    
  أحوال اسم كان واخواتها:
-  اسما  معربا: كان (الطقس) جميلا.
-  اسم مبني,(ضمير-اسم إشارة): صار الذي نجح مسرورا.
   حكم كاد واخواتها:
-  أفعال ناقصة: من أخوات كان وتعمل عملها
-  تدخل على الجمل الاسمية وترفع الأول اسما لها وتنصب الثاني خبرا لها.
-  خبرها لا يكون الا جملة فعلية فعلها مضارع (كاد المطر ينزل).
-  مضارعها يعمل عمل الماضي (يوشك زيد ان يأتي).
-  اقتران خبر هذه الأفعال بأن على ثلاثة اقسام:
1-    واجب: مع حرى واخلولق مثل: (حرى الخير أن يتم).
2-    جائز: مع عسى والأفعال المقاربة: (كاد الأمر أن يتم).
3-    الامتناع: مع أفعال الشروع: (شرع المطر ينزل).
   اقسامها:
1-   أفعال مقاربة: تفيد قرب وقوع الخبر. أشهرها:
-  كاد: كاد الطالب ينجح.
-  أوشك: أوشك الشتاء أن ينتهي.
2-   أفعال رجاء: تفيد معنى الرجاء في حصول الخبر. أشهرها:
-  عسى: عسى الرخاء أن يدوم.
-  حرى: حرى النجاح أن يستمر.
3-   أفعال الشروع: تفيد الشروع في الخبر. أشهرها:
-  شرع: شرع الطالب يدرس.
-  أخذ: أخذ المطر ينهمر.
الحروف:
| 1- مشبهه بليس        | 2- إن واخواتها                    | 3- لا النافية الجنس |
| - إن - ما - لا - لات | - إنَ - أنَ - لكن - لعل - كأن - ليت |                     |

## الأحرف المشبهة بالفعل
بيان الحروف المشبهة بليس:
1-   إن: حرف نفي يعمل عمل ليس. (إن الكافرون إلا في غرور).
2-   ما: مثل: (ما هذا بشرا).
3-   لا: مثل: (لا المال باقيا).
4-   لات: مثل: (ولات حين مناص).
شروط عملها:
1-   أن يتقدم اسمها على خبرها.
2-   ألا ينقض فيها ب إلا.
وهناك شرط خاص بلا:
3-   ان يكون اسمها وخبرها نكرتين.
وهناك شرطان خاصان بلات:
4-   حذف اسمها وهو الأكثر أو خبرها.
5-   تعمل في كلمات تدل على زمان.
بيان حروف إن وأخواتها ومعانيها:
1-   إنَ: تفيد التوكيد. مثل: إنَ الطالب ناجح.
2-   أنَ: تفيد التوكيد. مثل: يسرني أنَ الطالب ناجح.
3-   كأن: تفيد التشبيه. مثل: كأن وجهه بدر.
4-   لكن: تفيد الاستدراك. مثل: نجح زيد لكنَ بكرا أخفق.
5-   ليت: تفيد التمني. مثل: ليت زيدا ناجح.
6-   لعل: تفيد الرجاء. مثل: لعل زيدا ناجح.
عملها:
تدخل على المبتدأ والخبر فتنصب الأول اسما لها وترفع الثاني خبرا لها.
      لا النافية للجنس:
1-   معنى نفي الجنس: تنفي معنى الخبر عن جميع أفراد جنس اسمها.
2-   عملها: تعمل عمل إنَ واخواتها.
3-   شروط عملها:
-  أن يكون اسمها نكرة.
-  أن يكون اسمها متصلا بها.
-  ألا تكون مقترنة بحرف جر.